# Радица (Дятьковский район)
Ра́дица (Верхняя Радица) — деревня в Дятьковском районе Брянской области, в составе Верховского сельского поселения. Расположена в 6 км к северу от посёлка Стеклянная Радица. Население — 97 человек (2010).
Упоминается с XVII века в составе Батоговской волости Брянского уезда, бывшая вотчина Брянской Спасо-Преображенской церкви; позднее — владение Безобразовых, Веревкиных, затем переходит к Житковым, Мальцовым. С 1881 в приходе села Стеклянной Радицы. В 1906 была открыта церковно-приходская школа. С 1861 по 1924 в Любохонской волости Брянского (с 1921 — Бежицкого) уезда, позднее в Дятьковской волости, Дятьковском районе (с 1929). До 1959 в Верхнерадицком, Домановском, Верховском сельсовете; в 1959—1968 в Березинском; позднее вновь в Верховском сельсовете, сельском поселении (с 2005).